# Règles de Bioche
Pour les articles homonymes, voir Bioche.
En mathématiques, et plus précisément en analyse, les règles de Bioche sont des règles de changement de variable dans le calcul d'intégrales comportant des fonctions trigonométriques.

## Les règles et leur justification
Ces règles ont été formulées par Charles Bioche lorsqu'il était professeur en mathématiques spéciales au lycée Louis-le-Grand. Dans la suite, f(t) est une expression rationnelle en sin(t) et cos(t), c'est-à-dire une expression obtenue à l'aide de sin(t), cos(t), des nombres réels et les quatre opérations +, –, ×, / ; on peut encore écrire {\displaystyle f(t)={\frac {P(\sin t,\cos t)}{Q(\sin t,\cos t)}}}, où P et Q sont des polynômes à deux variables, à coefficients réels.
Ainsi, pour calculer {\displaystyle \int f(t)\,\mathrm {d} t}, on forme l'intégrande : ω(t) = f(t)dt. Ensuite,
- si ω(–t) = ω(t), un changement de variable judicieux est u(t) = cos(t) ;
- si ω(π – t) = ω(t), un changement de variable judicieux est u(t) = sin(t) ;
- si ω(π + t) = ω(t), un changement de variable judicieux est u(t) = tan(t) ;
- si deux des trois relations précédentes sont vraies (dans ce cas les trois relations sont vraies), un changement de variable judicieux est u(t) = cos(2t) ;
- dans les autres cas, le changement de variable u(t) = tan(t/2) s'avère souvent judicieux (voir « Formules trigonométriques impliquant la tangente de l'arc moitié »).

D'un point de vue mnémotechnique, ces règles sont peut-être plus simples à retenir sous cette première forme. Mais on les trouve souvent exposées plutôt par rapport à f, ce qui donne respectivement pour les deux premières (en tenant compte du fait que d(–t) = d(π – t) = –dt) :
- « si f est impaire, utiliser x = cos t »
- « si f est telle que f(π – t) = –f(t), utiliser x = sin t ».

Ces règles peuvent en fait être énoncées comme un théorème : on démontre que le changement de variable proposé conduit (si la règle s'applique, et si f est bien de la forme {\displaystyle f(t)={\frac {P(\sin t,\cos t)}{Q(\sin t,\cos t)}}}) à l'intégration d'une fraction rationnelle en la nouvelle variable, qui se calcule par décomposition en éléments simples.

## Cas des polynômes
Pour calculer l'intégrale {\displaystyle \int \sin ^{p}(t)\cos ^{q}(t)\,\mathrm {d} t}, la règle de Bioche s'applique également. 
- Si p et q sont impairs, on emploie u = cos(2t) ;
- Si p est impair et q pair, on emploie u = cos t ;
- Si p est pair et q impair, on emploie u = sin t ;
- Sinon, on en est réduit à linéariser.

## Autre version pour les fonctions hyperboliques
Soit à calculer {\displaystyle \int {g(\cosh t,\sinh t)\,\mathrm {d} t}}.
Si les règles de Bioche suggèrent de calculer {\displaystyle \int {g(\cos t,\sin t)\,\mathrm {d} t}} par u = cos t (resp. sin t, tan t, cos(2t), tan(t/2)), dans le cas de cosinus et sinus hyperboliques un changement de variable judicieux est u = cosh t (resp. sinh t, tanh t, cosh(2t), tanh(t/2)).
Dans tous les cas, le changement de variable u = et permet de se ramener à une primitive de fraction rationnelle, ce dernier changement de variable étant plus intéressant dans le quatrième cas (u = tanh(t/2)).

## Référence
1. ↑  Voir par exemple L. G. Vidiani, « Règles de Bioche », Revue de mathématiques et de sciences physiques,‎ octobre 1976, p. 1-2 (lire en ligne), ou le chapitre correspondant sur Wikiversité.